# 琉苞菊
琉苞菊（学名：Hyalea pulchella）是菊科琉苞菊属的植物。分布于俄罗斯、伊朗以及中国大陆的新疆等地，生长于海拔700米至2,400米的地区，多生长于沙地、山坡以及荒漠地区，目前尚未由人工引种栽培。